# Geschichte und Entwicklung der Enzyklopädie
Dieser Artikel behandelt vornehmlich die Geschichte der Enzyklopädie in Europa und Amerika. Die Entwicklung von Enzyklopädien in anderen Kulturkreisen wird separat dargestellt: Enzyklopädien aus dem chinesischen Kulturkreis, Enzyklopädien aus dem islamischen Kulturkreis.

## Überblick
Zwar wird das Wort auf das altgriechische enkyklios paideia zurückgeführt, doch entstanden Vorläufer von Enzyklopädien erst im römischen Kulturkreis. Aus dem Altgriechischen konstruierte Wortschöpfungen sind beispielsweise typisch für den Schreibstil Philipp Melanchthons (1497–1560).
Der Begriff Enzyklopädie taucht zu Beginn des 16. Jahrhunderts im Titel von gedruckten Wissensdarstellungen auf. Die erste bekannte Einteilung der Wissenschaften, die als Enzyklopädie betitelt wurde, ist die Encyclopedia von Johannes Aventinus, die 1517 in Ingolstadt im Druck erschien. Als erstes Gesamtwerk mit ähnlichem Titel gilt der Sammelband "Lucubrationes, vel potius absolutissima κυκλοπαιδεία" (kyklopaideia) 1538 von Joachim Sterck van Ringelbergh. Ein früher Beleg für den Ausdruck findet sich bei Sir Thomas Elyot, The Boke named The Governour, London 1531. 1559 wurde die Encyclopaedia seu orbis disciplinarum tam sacrarum quam prophanarum epistemon des Paul Scalich gedruckt, und Johann Heinrich Alsteds bekannte Encyclopaedia Cursus Philosophici erschien spätestens 1630.
Meist sind die frühen Werke nach dem systematischen Ordnungsprinzip aufgebaut, das in großer Varianz ausgestaltet wurde: siehe Enzyklopädie (Wissensordnung). Nennenswerte Ausnahme ist einzig die in griechischer Sprache verfasste alphabetisch gegliederte Suda aus dem 10./11. Jahrhundert.
Ende des 16. Jahrhunderts begann Francis Bacon eine methodologisch-systematische Neueinteilung der Wissenschaften. Zunehmende Säkularisierung, Reformation und Aufklärung beeinflussten maßgeblich die Entwicklung der Enzyklopädie, und umgekehrt. Auf einen Baum des Wissens baute zuletzt Denis Diderot seine Encyclopédie auf.
Ab dem 18. Jahrhundert erschienen nationalsprachliche Werke, die die lateinische Sprache ablösten. Auch wurden die ersten Enzyklopädien herausgegeben, die den Stoff lemmatisierten und ihn in alphabetischer Anordnung darboten. Schon 1728 führte Ephraim Chambers in seiner alphabetisch angeordneten Cyclopaedia die Verkettung von Artikeln durch Querverweise ein. Diese Verbindung zweier Ordnungsprinzipien war bahnbrechend und wurde seit dem 19. Jahrhundert zum Standard von enzyklopädischen und anderen Nachschlagewerken.
Geschaffen als Brücke zwischen ansonsten unvereinbaren Prinzipien, wurden Querverweise bald darauf auch zur Umgehung der Zensur genutzt, nämlich in Diderots Encyclopédie. Dieses Werk wurde hinsichtlich der Breite und der Tiefe der Darstellung zum Vorbild aller nachfolgenden Enzyklopädien. Im 18. Jahrhundert entstanden auch die ersten Spezialenzyklopädien.
Die Ende des 18. Jahrhunderts einsetzende weitere Steigerung der Darstellungstiefe führte die gedruckte Enzyklopädie in eine Sackgasse. Die Werke wurden derart umfangreich und benötigten eine so lange Bearbeitungszeit, dass sie den Bedürfnissen der Interessenten nicht mehr genügen konnten. Sie blieben daher unvollendet. Die Enzyklopädien von Panckoucke und Ersch/Gruber wurden trotzdem zu den größten jemals gedruckten Nachschlagewerken.
In der Krise der Enzyklopädie entstand seit dem Anfang des 19. Jahrhunderts die Form des Konversationslexikons, das ein schnelles Erscheinen mit hinreichender Tiefe verband. Angesichts des Scheiterns der Großenzyklopädien – das Werk von Ersch/Gruber wurde 1889 eingestellt – steigerten die Konversationslexika ihre Darstellungstiefe ständig, sodass Ende des 19. Jahrhunderts wieder Enzyklopädien zur Verfügung standen.
Etwa ab den 1980er Jahren etablierte sich Englisch als neue Universalsprache in den Naturwissenschaften. Im Zuge der Wissensexplosion der Informations- und Wissensgesellschaft sowie der grundlegenden Verunsicherungen der Postmoderne wird das Fundament der Enzyklopädie in Frage gestellt: Das Paradigma des positiven Wissens wird ebenso diskutiert wie die Prämisse eines in sich abgeschlossenen Wissensraumes. Gleichzeitig bringen aktuelle Technologien wie Internet nie zuvor geahnte Möglichkeiten globaler Erfassung, Speicherung und Vernetzung von Wissen.

## Antike: Vorformen der Enzyklopädie

### Griechischer Kulturkreis
Der Begriff Enkyklios paideia („Kreis der Bildung“, lateinisch später orbis doctrinae) findet sich erstmals bei Isokrates sowie den Sophisten und bedeutet bei Hippias von Elis (um 400 v. Chr.) „universale Bildung“, die sich ein frei geborener Jüngling anzueignen habe: Grammatik, Musik, Geometrie, Astronomie und Gymnastik.
Die Anfänge der systematischen Enzyklopädie werden meist auf den griechischen Philosophen Speusippos zurückgeführt, den Neffen und Schüler Platons, der die von Platon gegründete Akademie weiterführte: Um 370 v. Chr. entstand eine Untersuchung der im Tier- und Pflanzenreich vorkommenden gleichartigen Erscheinungen, die Spezialenzyklopädie Homoia, von der nur wenige Fragmente erhalten sind.
Auch andere Philosophen, etwa Aristoteles, verfassten Abhandlungen über das Wissen ihrer Zeit, jedoch wurde keine Enzyklopädie geschaffen.

### Römischer Kulturkreis
Der Staatsmann und Schriftsteller Marcus Porcius Cato der Ältere verfasste um 150 v. Chr., kurz vor seinem Tod, die Libri ad Marcum filium (Bücher an den Sohn Marcus). Sie behandeln mit pädagogischer Zielsetzung die Fachdisziplinen Landwirtschaft, Medizin, Rhetorik und Kriegswissenschaft, sind also eine frühe (die erste lateinische) Spezialenzyklopädie.
Erster Ansatz einer umfassenden Enzyklopädie waren die Disciplinarum libri IX (kurz: Disciplinæ, um 30 v. Chr.) des Marcus Terentius Varro. Er ergänzte die Fächer der orbis doctrinae um die Medizin und die Architektur. Von seinen 41 Büchern sind nur Fragmente erhalten.
Die älteste nachweisbare alphabetisch gegliederte Enzyklopädie wurde von dem lateinischen Grammatiker Marcus Verrius Flaccus um die Zeitenwende herum verfasst; sein lexikalisches Werk De significatu verborum (Über die Bedeutung der [seltenen lateinischen] Wörter) ist jedoch verschollen und nur über die Texte des römischen Grammatikers Sextus Pompeius Festus (2. Hälfte des 2. Jahrhunderts) und des Geschichtsschreiber Paulus Diaconus (8. Jahrhundert) bekannt.

#### Artes liberales
Das System der Sieben freien Künste (Septem artes liberales) wurde im 5. Jahrhundert (Datierung umstritten) von Varros spätantikem Nachfolger Martianus Capella in seiner allegorischen Enzyklopädie De nuptiis philologiæ et Mercurii (Über die Vermählung Philologias mit Merkur) erstmals verbindlich festgelegt:
- Trivium – Drei sprachliche Fächer, nämlich Grammatik, Dialektik, Rhetorik.
- Quadrivium – Vier mathematische Fächer: Arithmetik, Geometrie, Astronomie, Musik.

Auch der römische Geschichtsschreiber Cassiodor (6. Jahrhundert) und später der spanische Gelehrte Isidor von Sevilla beziehen ihre Arbeiten auf diesen Kanon. De nuptiis philologiæ et Mercurii war im Mittelalter ein bedeutendes Unterrichtswerk und überlieferte so das römische System, dessen Fächeraufteilung erst mit dem Aufkommen von Aufklärung und Humanismus weitgehend aufgegeben wurde.

#### DieNaturgeschichtePlinius des Älteren
Die älteste vollständig überlieferte systematische Spezialenzyklopädie in lateinischer Sprache verfasste der römische Historiker und Schriftsteller Plinius der Ältere. Seine Historiae naturalis libri XXXVII (Naturgeschichte in 37 Bänden) entstand bis 79 n. Chr. und umfasste in insgesamt 2.493 Kapiteln die Themenkreise Kosmologie, Geographie, Ethnologie, Anthropologie, Physiologie, Zoologie, Botanik, Pflanzliche und tierische Heilmittel (Pharmakologie), Mineralogie und Metallurgie.
Dem Verzeichnis zufolge wurden Werke von annähernd 500 Autoren verarbeitet, darunter rund 100 Quellen. Bereits 1469 wurde die Naturalis historia in Venedig gedruckt. Die erste deutschsprachige Übersetzung der Bücher 7 bis 11 (Anthropologie, Physiologie, Zoologie) wurde 1543 in Straßburg unter dem Titel Natürlicher History Fünff Bücher veröffentlicht.
Auch von Varro ist eine Spezialenzyklopädie bekannt, jedoch nicht erhalten: die römische Altertumskunde Rerum humanarum et divinarum antiquitates.

## Mittelalter und Renaissance

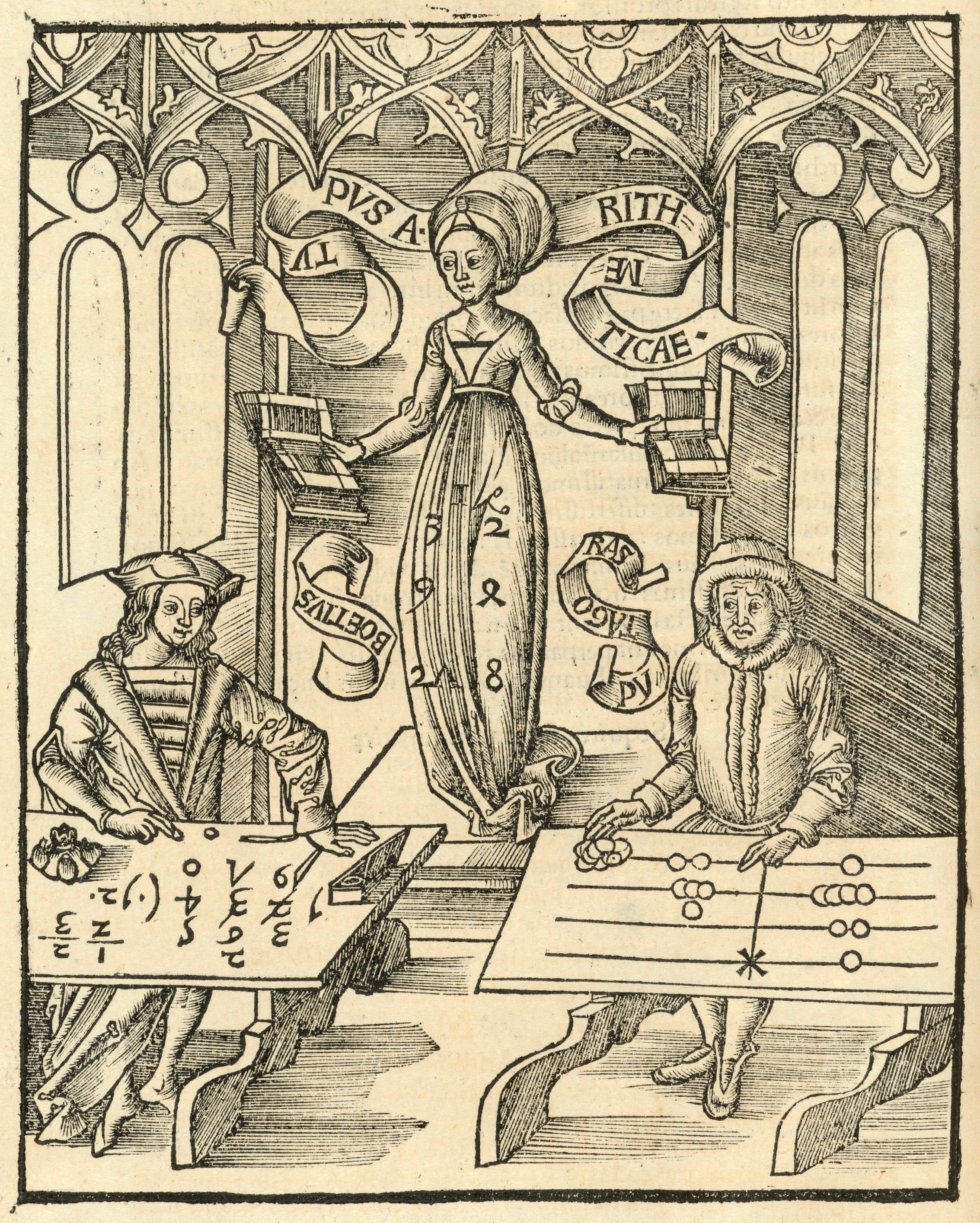
Gregor Reisch, Margarita Philosophica, 1503

Im Mittelalter erschienen zunächst allegorische Lehrbücher der Artes liberales, später Kompendien aller Wissenschaften und Künste, die nach systematischen Ordnungsprinzipien wie dem Sechstagewerk oder dem Katechismus gegliedert waren oder sich am Jahreslauf (Kalender) orientieren. Typische Werktitel sind Thesaurus (Schatz), Gazophylacium (Schatzhaus), Aurifodina (Goldgrube), Promptuarium (Zeughaus), Theatrum (Schauplatz) oder Acerra (Gefäß). Fortschrittlichere Werke verwenden Baummetaphern wie die Arbor porphyriana.
Die mittelalterlichen Werke sind durchwegs systematisch (statt alphabetisch) gegliedert und unabhängig vom Herkunftsland in lateinischer Sprache abgefasst. Nationalsprachliche Enzyklopädien entstehen im Spätmittelalter und in der frühen Neuzeit. Einzige wesentliche Ausnahme ist die byzantinische, in griechischer Sprache verfasste und alphabetisch gegliederte Suda.

### Allegorische Lehrbücher der Artes liberales
Bedeutende Werke der Artes liberales:
- Martianus Capellas De nuptiis Mercurii et Philologiae aus dem 5. Jahrhundert
- Cassiodors: Institutiones divinarum et saecularium litterarum aus dem 6. Jahrhundert
- Gregor Reischs Margarita Philosophica, ein Handbuch der Wissenschaften, das ab 1503 in zahlreichen Ausgaben (auch Nachdrucken von Johann Grüninger) verbreitet war und mehr als 100 Jahre lang als das maßgebende enzyklopädische Lehrbuch für Studenten der Sieben Freien Künste galt.

### Systematische Kompendien aller Wissenschaften und Künste

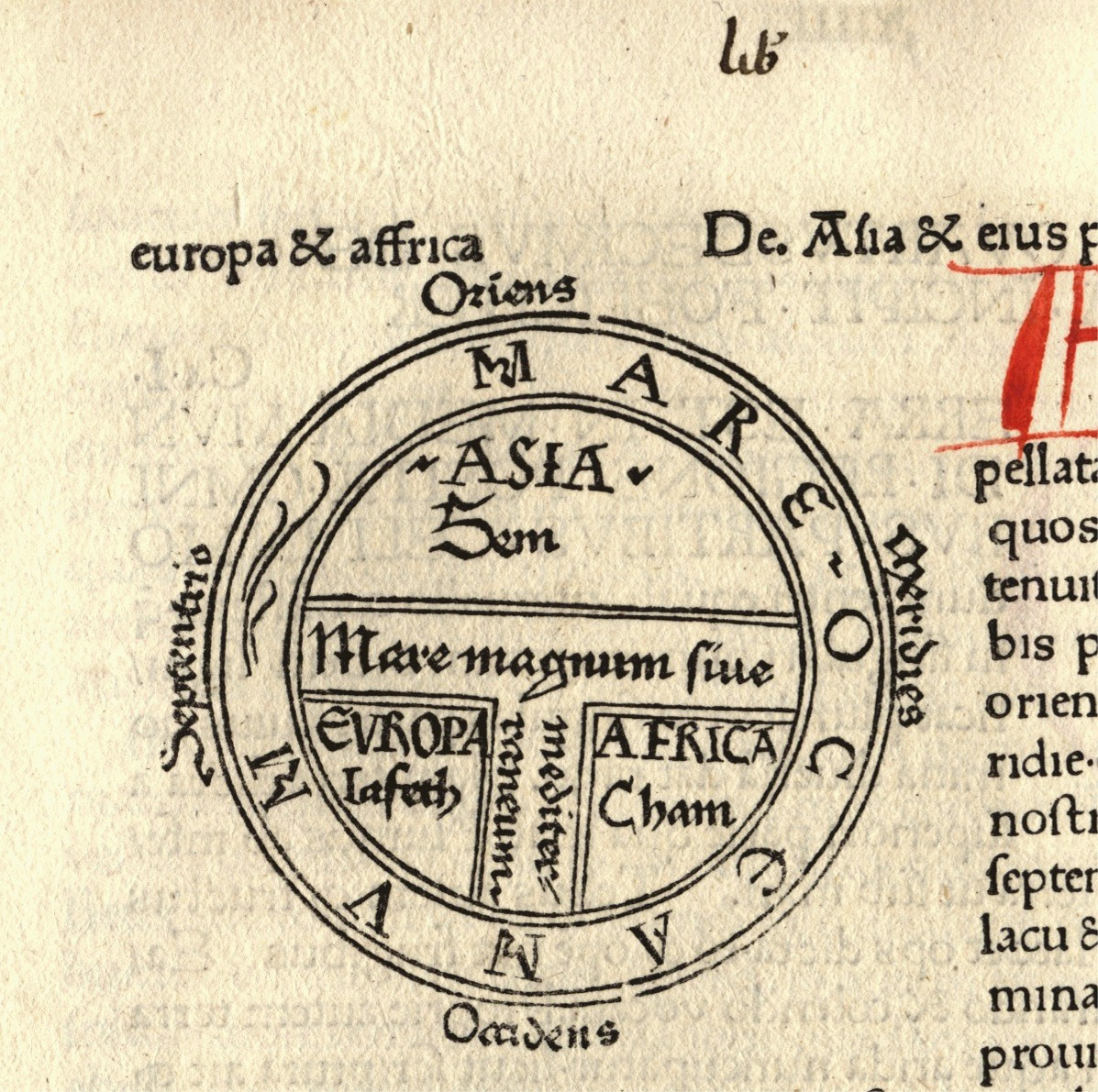
Mönchskarte im T-O-Stil:
ein wenige Zentimeter großes Schema der Welt.

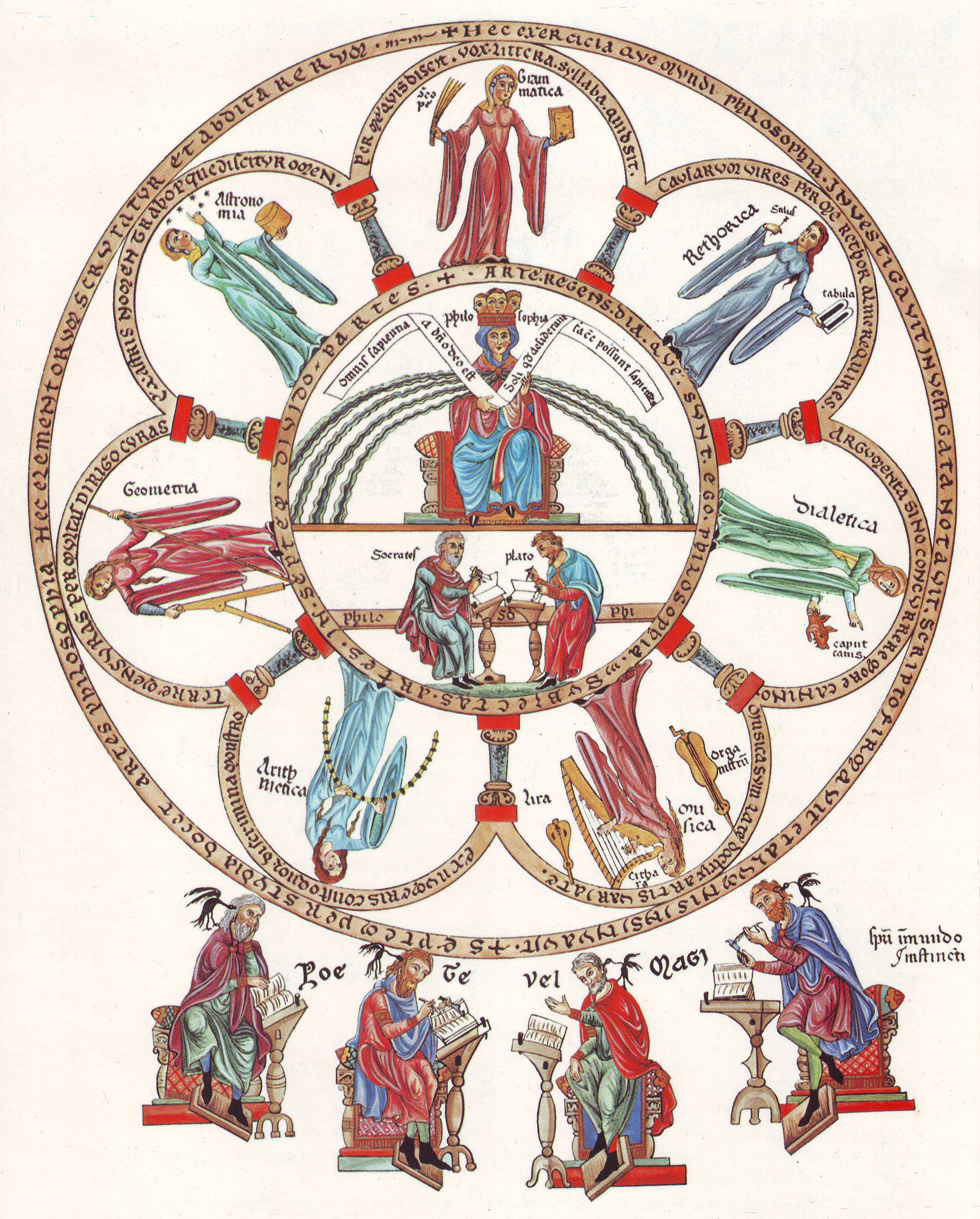
„Die Philosophie thront inmitten der Sieben Freien Künste“ – Darstellung aus dem Hortus Deliciarum der Herrad von Landsberg

Erste Kompendien aller Wissenschaften und Künste sind ausnahmslos systematisch strukturiert, beschränken sich aber nicht notwendigerweise auf den Fächerkanon der Artes liberales. Es handelt sich dabei um Materialiensammlungen ohne philosophische Aufarbeitung des Inhalts. Die wichtigsten:
- Isidor von Sevilla, „der Lehrmeister Spaniens“, veröffentlichte um 630 die Enzyklopädie Etymologiarum sive originum libri XX auch Origines, Originum seu etymologiarum libri XX (Zwanzig Bücher der Ursprünge oder Etymologien). Er ergänzt die Artes liberales um einen Abriss der damals bekannten Weltgeschichte. Dieses „Grundbuch des ganzen Mittelalters“ (Ernst Robert Curtius) enthält auch eine Radkarte.
Die Etymologiae, die über Jahrhunderte hinweg als Standardwerk galten, wurden erstmals 1472 in Augsburg von Günther Zainer gedruckt; Isidors Karte ist damit der älteste Kartendruck des Abendlandes.
- Rabanus Maurus (auch Hrabanus Maurus), Schüler Alkuins. Der Praeceptor Germaniae (Lehrmeister Deutschlands) veröffentlichte 847 eine erweiterte Neuauflage einiger Bücher aus Isidors Enzyklopädie: Die 22-bändige De rerum naturis seu de universo wurde erstmals 1473 gedruckt. Wie bereits Isidor kompilierte Hrabanus das Wissen der damaligen Zeit aus Werken antiker und frühmittelalterlicher Autoren. Bemerkenswert ist aber seine Neubewertung der Medizin: Er fordert – vor ihm undenkbar – in seiner Aufstellung klerikaler Bildungsziele erstmals auch medizinische Grundkenntnisse: „Der Mensch, der mit dem Anspruch auftrat, Krankheit heilen zu wollen, machte sich geradezu der vermessenen Ursünde der superbia schuldig, indem er gleichsam korrigierend in den Heilsplan Gottes einzugreifen trachtete“
- Der flandrische Benediktiner-Kanonikus Lambert de Saint-Omer gilt als Autor des um 1120 entstandenen Liber Floridus, einer quasi-chronologischen Erzählung der Weltereignisse seit Erschaffung der Welt. Bei dem Werk handelt es sich um eine Kompilation aus mehr als 100 verschiedenen Werken anderer Autoren, worin biblische, astronomische, geografische und naturphilosophische Themen abgehandelt werden.
- Herrad von Landsberg (auch Herrad von Hohenburg, gestorben nach 1196) war Äbtissin des Klosters Hohenburg auf dem Odilienberg im Elsass. Sie schuf zwischen 1175 und 1195 den Hortus Deliciarum (Garten der Köstlichkeiten). Das Original des mit 344 Miniaturen illustrierten enzyklopädischen Werkes zur Belehrung der Klosterfrauen ist 1870 in Straßburg verbrannt, doch existiert noch heute ein ziemlich originalgetreues Faksimile von 1818.
- Ab dem frühen 13. Jahrhundert wurde eine Reihe von Nachschlagewerken kompiliert, die nicht zuletzt als Handbücher für Prediger gedacht waren und zahlreiche Inhalte enthalten, die Übertragungen antiker Schriften aus dem Arabischen entstammen, die vorher im lateinischen Westen nicht verfügbar waren. Gesammelt wurden in diesen Werken vorrangig Merkwürdigkeiten im eigentlichen Wortensinne aus Kosmologie, Meteorologie, Medizin, Zoologie und Botanik. In kurzer Folge erstellten Alexander Neckam (De naturis rerum, vor 1217), ein Anonymus („Experimentator“, um 1220/26), Arnoldus Saxo (Liber de floribus rerum naturalium, um 1230), Thomas von Cantimpré (Liber de natura rerum, zwei Fassungen des Autors um 1226/41), Pseudo-John Folsham (Liber de naturis rerum, um 1230/40) und Bartholomaeus Anglicus (De proprietatibus rerum, um 1242/47) umfangreiche Kompendien, die zumeist innerhalb weniger Jahre teils mehrfach von anonymer Hand überarbeitet und gegenseitig als Quelle herangezogen wurden, was die Erforschung der erhaltenen Handschriften bis heute erschwert. Diese Sammlungen wurden auch im 14. und 15. Jahrhundert noch als Quelle für ähnliche Werke in der Volkssprache herangezogen, so durch Konrad von Megenberg (Buch der Natur, um 1348/50), Peter Königschlacher (bůch von Naturen der ding, 1472) oder Michael Baumann (buch von der natür vnd eÿgenschafft der dingk, 1478). Einige wurden im 15. und 16. Jahrhundert auch gedruckt.
- Ebenfalls im 13. Jahrhundert verfasste der Dominikanermönch Vinzenz von Beauvais die wohl bedeutendste Enzyklopädie des Mittelalters, den „Großen Spiegel“. In 80 Büchern hatte er mehr als 2.000 theologische Schriften und Werke griechischer, hebräischer und römischer Autoren verarbeitet. Das Speculum maius, 1474 erstmals gedruckt (vierte und letzte Auflage: Douai 1624 in 32 Büchern), besteht aus drei Teilen, aufgeteilt in fünf Bände:
  - Band 1–2: Speculum historiale – eine Historiographie von der Vertreibung aus dem Paradies bis zum Jahr 1244
  - Band 3: Speculum doctrinale
  - Band 4–5: Speculum naturale – eine Naturenzyklopädie, darunter diverse Bücher zu Pflanzenwelt, Gartenanbau, Kräutern u. a.
  - Ein geplanter vierter Teil, Speculum morale, wurde nicht realisiert, ab dem 14. Jahrhundert kursierte ein qualitativ minderwertigeres Werk unter diesem Namen und wurde später in einige Druckausgaben des Speculum maius mit aufgenommen.

Bedeutende Folgewerke:

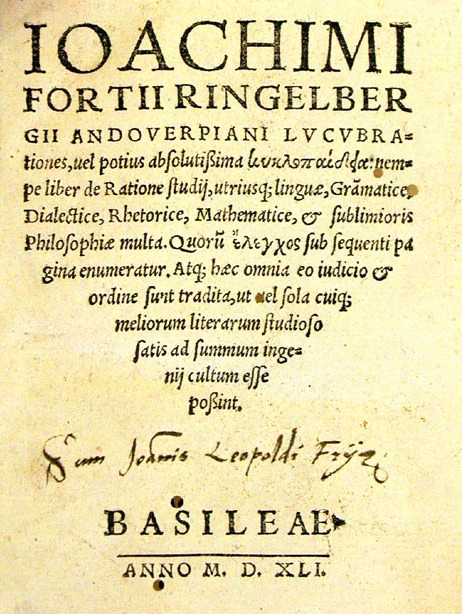
Ringelbergs Lucubrationes …, Basel 1541, in denen das Wort kyklopaideia erstmals im Titel aufscheint.

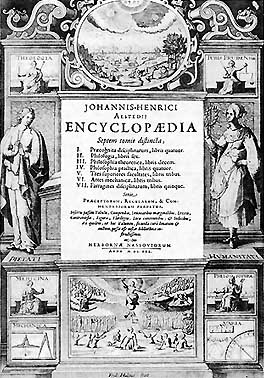
Alsteds Encyclopaedia

- Joachim Fortius Ringelberg, Lucubrationes vel potius absolutissima kyklopaideia (Basel, 1538).
- Stanislav Pavao Skalić (Paul Scalich), Theologe, Humanist und Anhänger des Ramon Llull verwendete wohl als erster den Begriff Encyclopaedia im Titel seiner Encyclopaedia seu orbis disciplinarum tam sacrarum quam prophanarum epistemon …, Basel 1559.
- Der Schweizer Philologe und Mediziner Theodor Zwinger der Ältere gab 1565, nach dem Tod seines Stiefvaters Conrad Lycosthenes, das Theatrum Vitae Humanae (Schauplatz [vielleicht eher Schaufenster] des menschlichen Lebens) heraus, eine Art Universalenzyklopädie in Latein, die nach aristotelisch-ramistischer Methode systematisch strukturiert ist. Die folgenden Auflagen von 1571, 1586 und 1604 wurden jeweils erweitert.
Bemerkenswert an Zwingers Werk ist u. a. auch die Bezeichnung Theatrum, die in der frühen Neuzeit in zahlreichen Veröffentlichungen gebraucht wurde. Zwinger bezog sich dabei vermutlich auf Giulio Camillos erst wenige Jahre zuvor publizierte Idee des Gedächtnistheaters (Florenz 1550), mit der die Gedächtniskunst im Geiste des Neuplatonismus wiederbelebt werden sollte.
- Johann Heinrich Alsted veröffentlichte etwa 1630 in Herborn die siebenbändige Encyclopaedia Cursus Philosophici – das Werk ist eine der letzten großen systematisch aufgebauten Enzyklopädien in lateinischer Sprache. Es nutzt die llullsche Methode zum Systematisieren der Wissenschaften (siehe Ars generalis ultima und Arbor scientiae).
Alsteds Ansatz, mit geeigneter Didaktik und Methodik des Lehrens und Lernens sei alles Wissen jedem Menschen beizubringen, prägte nachhaltig beispielsweise den Pädagogen Comenius und den ungarischen Enzyklopädisten Apáczai Csere János (1625–1659).
- Laurens Beyerlinck: Magnum theatrum vitae humanae in 7 Bänden – eine Neubearbeitung von Zwingers Enzyklopädie, Erstausgabe: Köln 1631; Indexband von Caspar Princtius, Köln 1631 und Venedig 1707.

### Alphabetisch aufgebaute Enzyklopädien
- Das heute als Suda bekannte Werk ist ein byzantinisches alphabetisch geordnetes Lexikon des 10. Jahrhunderts, das in altgriechischer Sprache verfasst und bisher nie vollständig in eine lebende Sprache übersetzt wurde. Es wurde bis etwa 1930 einem Autor namens Suidas zugeschrieben, den es aber wohl nicht gab – der Titel bedeutet vermutlich „Festung“ [des Wissens].
Die Suda enthält mehr als 32.000 Artikel über Leben und Werk antiker Autoren und über antike Geographie und Geschichte. Sie „zitiert“ häufig frei oder stützt sich auf unzuverlässige Quellen, ist aber einzigartig, worauf sich das klassische Bonmot bezieht: „Ein Schaf ist Suidas, aber eines mit goldener Wolle.“ (vermutlich von Justus Lipsius, 1547–1606).

### Nationalsprachliche Enzyklopädien
- Bereits um 1265 hatte der italienische Dichter und Gelehrte Brunetto Latini in Paris in französischer Sprache die erste bedeutende Laienenzyklopädie verfasst: Li livres dou trésor (die Schatzbücher) sollten einen größeren Leserkreis erreichen und vor allem praktisches Wissen vermitteln, waren also ein erster Vorläufer der Konversationslexika.
- Konrad von Megenberg verfasste um 1350 das Buch der Natur, eine allgemeine, schon ziemlich systematische Naturgeschichte, die als Beleg der Kenntnisse der damaligen Zeit interessant und zugleich durch Anführung von vielerlei Sagen und dergleichen kulturgeschichtlich wichtig ist.[4] Das Werk erschien zuerst ohne Ort und Jahr, dann Augsburg 1475 und danach öfter,[4] zuletzt neu herausgegeben von Luff und Steer, Tübingen 2003.

Fachenzyklopädien ähnlich sind mittelalterliche
- Summae (die Studenten zum Auswendiglernen diktiert wurden) und
- Specula (ein häufig für Rechtsbücher gewählter Titel, Beispiel: Vinzenz von Beauvais).

## Neuzeit: Francis Bacon und das Jahrhundert der Enzyklopädien
Vorbild für die Herausgeber neuzeitlicher Enzyklopädien war der englische Philosoph Francis Bacon, der 1620 in seinem Werk Preparative toward a Natural and Experimental History einen Katalog von 130 Einzelwissenschaften auflistete. Diese für seine Zeit hohe Differenzierung war für alle seine Nachfolger ein Bezugspunkt. Im Vorwort zu seiner Encyclopédie verwies Diderot auf Bacon als Vorbild. Bacon begann noch mit der Herausgabe einer Enzyklopädie nach seinem Entwurf, konnte aber wegen seines frühen Todes nur zwei Hefte fertig stellen (1622–23).
Der Begriff Enzyklopädie kann im angelsächsischen Raum auf den britischen Physiker Thomas Browne zurückgeführt werden, der 1646 in seinem Kompendium widerlegter verbreiteter Irrtümer, Pseudodoxia Epidemica, notiert: […] and therefore in this Encyclopaedie and round of knowledge, […].
Im Zeitalter der Aufklärung ab Ende des 17. Jahrhunderts, vor allem aber im 18., wurde „Enzyklopädie“ zum Inbegriff für ein Werk, das ein auf Vernunft gegründetes Kompendium zeitgenössischen Wissens der Menschheit darzustellen behauptete. Diejenigen, die dazu beitrugen, nennen wir Enzyklopädisten.

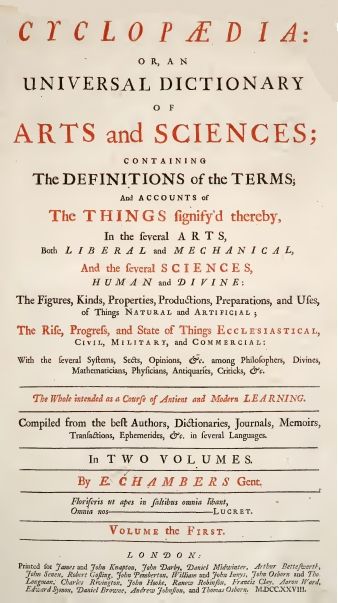
Chambers „Cyclopaedia“, Titelblatt, 1728

### Das Lexicon technicum (1704)
Der Mathematiker John Harris veröffentlichte 1704 in London das Lexicon technicum (Lexicon technicum: or, an universal english dictionary of arts and sciences), das als erste allgemeine Enzyklopädie mit Schwerpunkt im Bereich der Technik und Wissenschaften gilt. Außerdem ist es die erste alphabetisch geordnete Enzyklopädie in englischer Sprache und war Vorbild für Ephraim Chambers’ Cyclopaedia. Später wurde es von Diderot als eine seiner Quellen gewürdigt.

### Das Allgemeine Lexikon der Künste und Wissenschaften (1721)
Das Allgemeine Lexikon der Künste und Wissenschaften wurde von Johann Theodor Jablonski erstmals veröffentlicht.

### Cyclopaedia (1728)
Ephraim Chambers veröffentlichte 1728 in London die zweibändige Cyclopaedia: or, An universal dictionary of arts and sciences. Sie gilt als erste englischsprachige Enzyklopädie und wahrscheinlich erste, die Querverweise systematisch nutzte.
[…] Chambers is clearly the father of the modern encyclopaedia throughout the world. […] Chambers’s Cyclopaedia is particularly remarkable for its elaborate system of cross-references, and for the broadening of Harris’s coverage to include more of the humanities […]
(Robert Collison, Encyclopaedias: Their history throughout the ages).

### „Die“ Encyclopédie (1751–1780)

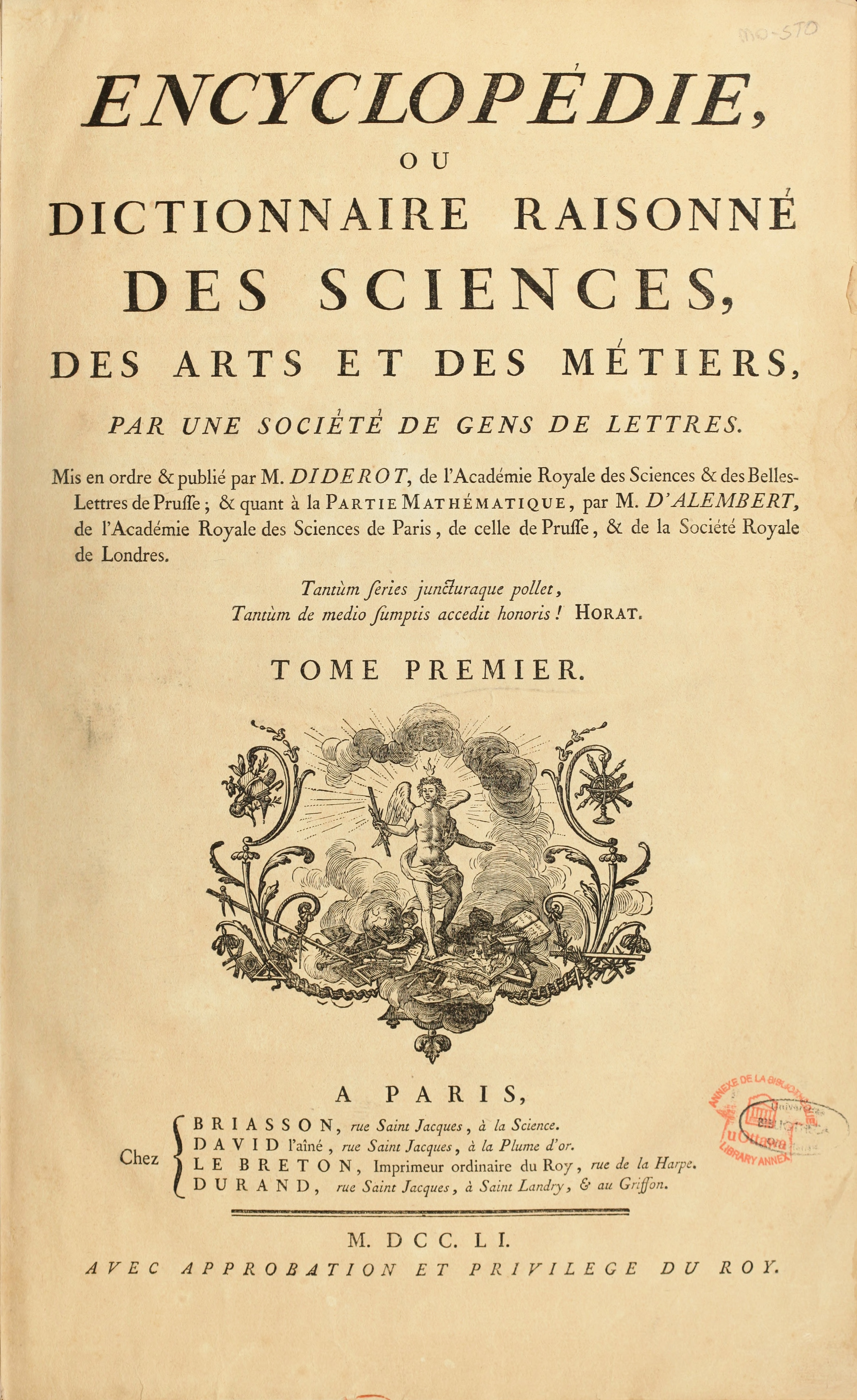
Titelseite der „Encyclopédie“

Die berühmteste frühe Enzyklopädie ist die ab 1751 erschienene französischsprachige Encyclopédie ou Dictionnaire raisonné des sciences, des arts et des métiers, die von den Aufklärern Denis Diderot und Jean Baptiste le Rond d'Alembert herausgegeben wurde; der Titel umschreibt Enzyklopädie mit dictionnaire raisonné, „vernünftig aufgebautes [also kritisch durchdachtes] Wörterbuch“. Die Autoren bemerken dazu:
Bei der lexikalischen Zusammenfassung alles dessen, was in die Bereiche der Wissenschaften, der Kunst und des Handwerks gehört, muss es darum gehen, deren gegenseitige Verflechtungen sichtbar zu machen und mithilfe dieser Querverbindungen die ihnen zugrunde liegenden Prinzipien genauer zu erfassen […] es geht darum, […] ein allgemeines Bild der Anstrengungen des menschlichen Geistes auf allen Gebieten und in allen Jahrhunderten zu entwerfen.
(D'Alembert in der Vorrede)
Seiner Freundin Sophie Volland schreibt Diderot zur aufklärerischen Zielsetzung: 
Dieses Werk wird sicher mit der Zeit eine Umwandlung der Geister mit sich bringen, und ich hoffe, dass die Tyrannen, die Unterdrücker, die Fanatiker und die Intoleranten dabei nicht gewinnen werden. Wir werden der Menschheit gedient haben […]
Begonnen als Übersetzung von Chambers’ Cyclopaedia, entstand unter Diderot ein eigenständiges Werk. Es ist die letzte bedeutende Enzyklopädie, die auf einem Baum des Wissens nach Art Francis Bacons aufbaut, aber bereits an bedeutsamen Stellen von diesem abweicht; sie leitet damit einen erkenntnistheoretischen Richtungswechsel [ein], der die Topographie allen menschlichen Wissens verwandelte (Robert Darnton).
Die 1751 begonnene Veröffentlichung wurde zunächst 1772 mit dem 28. Band abgeschlossen: 17 Textbände enthalten auf rund 18.000 Seiten 71.818 Artikel, 11 Bildtafel-Bände enthalten 2.885 Illustrationen und 2.575 Erläuterungen zu den Abbildungen. Zwischen 1776 und 1780 erschienen noch insgesamt sieben Ergänzungsbände („Suppléments“).
Von Kirche und Staat mit Misstrauen und Verboten begleitet, leitete die Arbeit der Enzyklopädisten die militante Phase der Aufklärung und damit die französische Revolution ein.
Der enorme finanzielle Erfolg der Encyclopédie und die Nachteile der alphabetischen Anordnung der Lemmata bewegten den Verleger der Suppléments, Charles-Joseph Panckoucke, zu einer Neubearbeitung. Der Stoff wurde dafür in mehr als 50 Sachgebiete gegliedert, zu denen Fachlexika entstanden. Panckouckes Encyclopédie méthodique erschien in 206 Bänden zwischen 1781 und (unter Nachfolgern) 1832. Wegen der napoleonischen Kriege brachte dieses Werk nicht den erhofften finanziellen Erfolg.

### Encyclopædia Britannica (1768–1771)
Die von William Smellie zwischen 1768 und 1771 herausgegebene Encyclopædia Britannica begann als dreibändiges Werk.

### Enzyklopädische Lexika der Geschichte, Geographie und Biographie

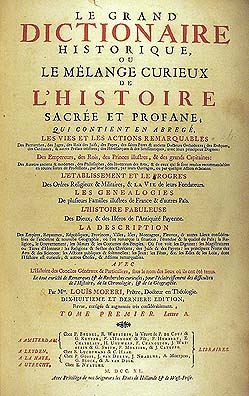
Moréris Le grand Dictionnaire historique, Ausgabe Amsterdam 1740

- Louis Moréri veröffentlichte 1674 in Lyon Le grand dictionaire historique, ou mélange curieux de l’histoire sacrée et profane. Das Werk wurde mehrfach überarbeitet und übersetzt und erlebte mindestens 20 Auflagen, zuletzt Paris 1759. Es ist wichtig, weil es die Ära der nationalsprachlichen Lexika einleitet, aber auch, weil es Pierre Bayle Anstoß zum Dictionnaire historique et critique war.
- Die Biblioteca universale Sacro-Profana des Kosmographen und Kartographen Vincenzo Coronelli ist eine der ersten Enzyklopädien in italienischer Sprache. Das alphabetisch gegliederte Werk war ursprünglich auf einen Umfang von 45 Bänden mit 300.000 Stichwörtern ausgelegt, von denen jedoch nur sechs oder sieben Bände zwischen 1701 und 1706 in Venedig erschienen. (Der Buchstabe A umfasste bereits vier Bände und fast 2.700 Begriffe). Das Werk gilt als eines der ersten Konversationslexika.
- Nach dem Vorbild von Moréris Grand dictionnaire schuf der Basler Lexikograph Johann Jakob Hofmann (1635–1706) in lateinischer Sprache das Lexicon universale historico-geographico-chronologico-poetico-philologicum (kurz: Lexicon Universale), erstmals erschienen in Basel 1677 im Umfang von zwei Bänden; sechs Jahre später – 1683 – erschienen in Basel drei Ergänzungsbände (Continuatio). 1698 wurden Lexikon und Ergänzungsbände zusammengeführt und eine vierbändige Neuausgabe erschien in Leiden unter dem Titel Lexicon universale historiam sacram et profanum omnis aevi, omniumque Gentium, chronologiam ad haec usque tempore, geographiam et veteris et novi orbis, principum per omnes terras familiarum ab omni memoria repetitam geneologiam, tum mythologiam, ritus, caerimonias, omnemqueveterum antiquitatem, ex philologiae fontibus haustam, vivorum, ingenio atque eruditione celebrium enarrationem copiosissimam, praeterea animatium, plantarum, metallorum, lapidum, gemmarum, nomina, naturas, vires, explanans.[8]

## Pierre Bayle und das Dictionnaire historique et critique

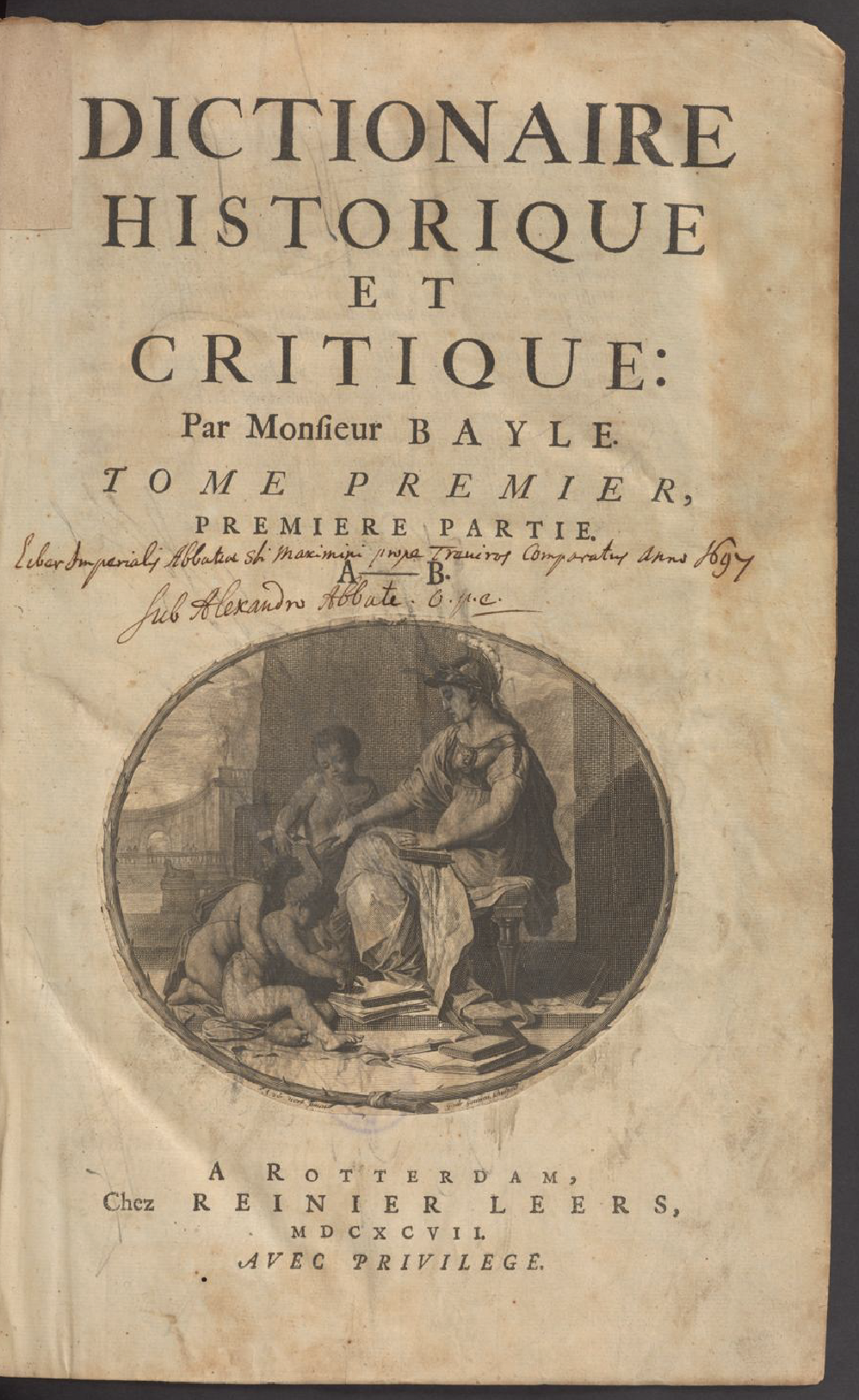
Pierre Bayle, Dictionnaire historique et critique, 1. Auflage, Band 1, A-B, Rotterdam, 1697

Pierre Bayle (1647–1706) schuf mit seinem zwischen 1695 und 1697 in Rotterdam erschienenen Dictionnaire historique et critique ein Werk, das die Enzyklopädietradition grundlegend veränderte und als direkter Vorläufer der kritischen Aufklärungsenzyklöpädistik gilt. Bayles vierbändiges Werk entstand zunächst als Korrektur zu Moréris Grand dictionnaire historique, entwickelte sich jedoch zu einem eigenständigen, methodisch revolutionären Projekt. Das Dictionnaire war alphabetisch gegliedert und behandelte vorrangig historische Persönlichkeiten, Ereignisse und geographische Begriffe, zeichnete sich aber durch eine bis dahin unbekannte kritische Herangehensweise aus.

### Methodische Innovationen
Bayle führte mehrere wegweisende Elemente in die Enzyklopädietradition ein:
Kritische Quellenbewertung: Systematische Überprüfung und Widerlegung überlieferter „Fakten“ und Autoritäten
Ausgeklügeltes Anmerkungssystem: Die eigentlichen Haupttexte bildeten oft nur einen kleinen Teil der Artikel; der Großteil bestand aus ausführlichen, kritischen Anmerkungen (Noten), die durch Querverweise miteinander vernetzt waren
Skeptische Grundhaltung: Konsequente Anwendung cartesianischer Zweifelsmethoden auf historische und religiöse Überlieferungen
Versteckte Religionskritik: Durch scheinbar neutrale historische Darstellungen und geschickte Querverweise wurden religiöse Dogmen und Autoritäten unterminiert

### Einfluss auf die Aufklärungsenzyklöpädistik
Bayles Werk beeinflusste nachhaltig die Enzyklopädisten der Aufklärung. Diderot und d'Alembert übernahmen sowohl methodische Ansätze als auch die Strategie der indirekten Kritik durch Querverweise. Voltaire bezeichnete Bayle als „ersten Philosophen, der die Geschichte lehrte“. Das Dictionnaire wurde zu einem der meistzitierten Werke des 18. Jahrhunderts und fand sich in praktisch jeder bedeutenden Privatbibliothek der Aufklärungszeit. Es erlebte zahlreiche Neuauflagen und wurde ins Englische übersetzt.

### Bedeutung für die Enzyklopädiegeschichte
Bayles Dictionnaire historique et critique markiert den Übergang von der kompilatorischen zur kritischen Enzyklopädietradition. Es etablierte die Enzyklopädie als Instrument der Gesellschaftskritik und bereitete den Boden für die militante Phase der Aufklärung vor. Das Werk demonstrierte erstmals, wie durch geschickte redaktionelle Techniken – insbesondere durch das System der Anmerkungen und Querverweise – subversive Inhalte in scheinbar neutralen Nachschlagewerken transportiert werden konnten.
Johann Christoph Gottsched übersetzte bereits 1741–1744 größte Teile des Werkes, versehen mit eigenen Anmerkungen, ins Deutsche und machte damit Bayles kritische Methodik im deutschsprachigen Raum bekannt.

## Deutschsprachige Enzyklopädien

### Systematisch strukturierte Enzyklopädien
- Johann Joachim Eschenburg, Lehrbuch der Wissenschaftskunde (1792)
- Wilhelm Traugott Krug, Encyclopädie der Wissenschaften (1796–1798)
- Georg Wilhelm Friedrich Hegel, Encyclopädie der philosophischen Wissenschaften (1817).
- Die Kultur der Gegenwart wurde im Deutschen Kaiserreich von Paul Hinneberg begonnen und bis in die Zeit der Weimarer Republik herausgegeben (1905–1926). Dabei sollte das Konzept der Encyclopédie mit dem damals aktuellen Wissensstand erneut realisiert werden.

### Spezialenzyklopädien
- Johann Gottfried Gregorii alias MELISSANTES (1685–1770), Die curieuse OROGRAPHIA, Oder accurate Beschreibung derer berühmtesten Berge/In Europa/Asia/Africa und America [Lexikon der Berge], Leipzig und Frankfurt 1715
- Johann Georg Krünitz (1728–1796), siehe Oeconomische Encyclopädie
- Encyclopaedia Aethiopica

### Universalenzyklopädien
- Johann Heinrich Zedler (1706–1751)
Der Buchhändler und Verleger Johann Heinrich Zedler veröffentlichte zwischen 1731 und 1754 das Grosse vollständige Universal-Lexicon Aller Wissenschafften und Künste (Leipzig 1731–1754).
Das nach dem Verleger kurz Zedlersches Lexikon genannte Werk ist die erste deutschsprachige Enzyklopädie und gilt als das größte bis dahin gedruckte Universallexikon des Abendlandes; es umfasst 64 Bände und 4 Supplemente mit rund 750.000 Artikeln auf 62.571 Seiten.
Das Zedlersche Lexikon war die erste Enzyklopädie, an der eine Redaktion von Fachgelehrten mitarbeitete, darunter beispielsweise Johann Christoph Gottsched. Der Zedler enthielt auch als erste Enzyklopädie Biographien lebender Persönlichkeiten.
- Johann Samuel Ersch (1766–1828) und Johann Gottfried Gruber (1774–1851)
Der Bibliothekar Ersch und der Schriftsteller Gruber gaben die Allgemeine Encyclopädie der Wissenschaften und Künste heraus, die als Nachfolger des Zedlerschen Lexikons konzipiert wurde. Das Werk gilt als umfangreichste Enzyklopädie des Abendlandes, als prototypisches Dokument des deutschen Idealismus.
Das Werk ist unvollendet geblieben. Erschienen sind die Bände Aa–Gy, Ha–Li, Oa–Ph mit insgesamt 78.000 Seiten. Das in Leipzig 1818–89 veröffentlichte riesige Werk ist selbst in seinem fragmentarischen Stand noch heute derart informativ und ergiebig für die Forschung, dass es 1969 von der Akademischen Druck- und Verlagsgesellschaft in Graz im Neudruck vorgelegt wurde.

#### Projekt „Frankfurter Enzyklopädie“ (ab 1788)
- Diese gilt als erstes deutsches Werk, das diese Bezeichnung im Titel trägt. Herausgegeben wurde sie ab 1778 vom Gießener Pädagogiarchen und Professor der Geschichte Heinrich Martin Gottfried Köster in Frankfurt am Main als Deutsche Encyclopädie (Deutsche Encyclopädie oder allgemeines Real-Wörterbuch aller Künste und Wissenschaften, auch Frankfurter Enzyklopädie). Das Werk wurde ab dem 18. Band wegen Kösters Tod von Johann Friedrich Roos weitergeführt, blieb aber unvollendet (A–Ky); der 23. und letzte Band erschien 1804, ein Band mit Kupfertafeln wurde 1807 nachgereicht.

### Realenzyklopädie und Konversationslexikon
Die Enzyklopädie hatte in der Aufklärung und im 18. Jahrhundert Publikum und Form gefunden. Im 19. Jahrhundert entstanden für das aufkommende Bildungsbürgertum Konversationslexika wie Meyers Konversationslexikon (1839), Herders Conversations-Lexikon (1854) (später Der große Herder) oder der Brockhaus (1808):
Gebildete Bürger suchten das Wissensfundament zur Konversation, wollten aber als Zeichen der Bildung und des Sozialstatus auch gehobene Schriftsprache beherrschen. Während eine Enzyklopädie ein allgemeines Bildungswerk des Wissens ist, ein Lexikon ein Nachschlagewerk der Allgemeinbildung, und ein Wörterbuch die Betonung auf die Sprache selbst legt (Duden), erfüllen Konversationslexika (Vorläufer: Die Suda, 10. oder 11. Jahrhundert) mehrere Aufgaben zugleich. Der Übergang zur Enzyklopädie ist fließend. Zu Geschichte und Entwicklung siehe Konversationslexikon.
- Johann Joachim Eschenburg, Lehrbuch der Wissenschaftskunde (Berlin 1792, 3. Auflage 1809)
- K. Ch. Erh. Schmid, Allgemeine Enzyklopädie und Methodologie der Wissenschaften (Jena 1810)
- K. A. Schaller, Enzyklopädie und Methodologie der Wissenschaften für angehende Studierende (Magdeburg 1812)
- Kirchner, Akademische Propädeutik (Leipzig 1842) und Hodegetik (Leipzig 1852)

#### DDR
- Der VEB Bibliographisches Institut und der VEB Verlag Enzyklopädie veröffentlichten 1953 in Leipzig das Lexikon A–Z in einem Band; es handelt sich dabei um das erste marxistische Lexikon in deutscher Sprache. In derselben Ideologie verfasst sind:
Meyers Neues Lexikon. 8 Bde. A–Z 1961–64. Bd. 9: Ergänzungen zu Sachbegriffen und geograph. Eigennamen, 1969. Leipzig, VEB Bibliographisches Institut (= 1. Aufl.).
Meyers Neues Lexikon. 2. Aufl. 15 Bde. A–Z 1971–77. Bd. 16: Register A–Z, 1978. Bd. 17: Atlas (Karten), 1978. Bd. 18: Atlas (Register), 1978. Leipzig, VEB Bibliographisches Institut.
Meyers Universallexikon in 4 Bänden. Leipzig, VEB Bibliographisches Institut, 1978–80. – Kurzausgabe der vorigen.

### Österreich
Neben den verbreiteten deutschsprachigen Enzyklopädien (nicht zu vergessen der Brünner Nachdruck des Krünitz) entstanden ab 1835 national ausgerichtete Werke:
- Franz Gräffer und Johann Jakob Czikann
Zwischen 1835 und 1837 erschien in Wien die Österreichische National-Encyclopädie oder alphabetische Darlegung der wissenswürdigsten Eigenthümlichkeiten des österreichischen Kaiserthumes in sechs Bänden und einem Supplementband (1838), die erste national ausgerichtete österreichische Enzyklopädie.[9]

### Schweiz
In der Schweiz rekrutierte der Basler Bibliothekar Jakob Christoph Iselin Mitarbeiter in mehreren Kantonen, um die in Bezug auf die Schweiz fehlerhafte deutsche Ausgabe des Grand dictionnaire historique (Leipzig, 1709) von Louis Moréri zu verbessern und brachte 1726 sein Neu-vermehrtes Historisches- und Geographisches Allgemeines Lexicon […] in vier Foliobänden heraus (was Pierre Roques dann für seine Moréri-Ausgabe von 1731 bis 1732 nutzte).
- Allgemeines Helvetisches, Eydgenössisches, Oder Schweitzerisches Lexicon
Das vom Zürcher Bankier und Bürgermeister Johann Jacob Leu (1689–1768) zwischen 1747 und 1765 verfasste 20-bändige Werk mit rund 20.000 Stichwörtern auf 11.368 Seiten gilt als wichtigster Vertreter der national ausgerichteten Schweizer Lexika des 18. Jahrhunderts.
Zwischen 1786 und 1795 schuf der Apotheker Hans Jakob Holzhalb (1720–1807) sechs Supplementbände mit insgesamt 3.826 Seiten.
- Historisch-Biographisches Lexikon der Schweiz (HBLS), 1921–1934, von Heinrich Türler, Marcel Godet und Victor Attinger, sieben Bände und Supplemente.
- Schweizer Lexikon in sechs Bänden. Chefredaktor: Wilhelm Ziehr; Zentralredaktion: Antje Ziehr ... et al. Luzern: Verlag Schweizer Lexikon, Mengis & Ziehr, 1992-1993. – Korrigierte, verbesserte, ergänzte und aktualisierte Ausgabe: Volksausgabe in zwölf Bänden. Visp: Schweizer Lexikon, Mengis + Ziehr, 1998-1999.
- Historisches Lexikon der Schweiz (HLS und e-HLS)
Ein 1988 initiiertes Folgeprojekt des Historisch-Biographischen Lexikons. Es erschien – ein Unikat der Lexikografie – parallel in den wesentlichen drei Amtssprachen sowohl in Buchform wie auch als Online-Version. In der vierten Landessprache Rätoromanisch ist eine zweibändige, auf die Artikel zum rätischen Gebiet beschränkte Teilausgabe in Buchform publiziert worden, das Lexicon istoric retic (LIR). Seit 2004 ist auch das e-LIR online.[11]

## Fremdsprachige Enzyklopädien des 19. und 20. Jahrhunderts und der Gegenwart

### Enzyklopädische Lexika zu Religionen, Kulturen und Ethnien
- Real-Enzyklopädie des Judentums 
Der Lexikograph und Landesrabbiner von Mecklenburg Jacob Hamburger (* Loslau in Oberschlesien 1826, † Strelitz in Mecklenburg-Strelitz 1911) veröffentlichte dieses erste lexikalische Nachschlagewerk über das Judentum in sieben Bänden zwischen 1886 und 1900 in Leipzig.
- Die älteste jüdische Enzyklopädie in englischer Sprache, Jewish Encyclopedia, erschien zwischen 1901 und 1906 in New York und London mit einem Umfang von 12 Bänden.
- Die erste jüdische Enzyklopädie in russischer Sprache, Jevrejskaja entsiklopedija, erschien zwischen 1906 und 1913 in St. Petersburg mit einem Umfang von 16 Bänden.
- Die 32-bändige Encyclopaedia Hebraica erschien in Jerusalem und in hebräischer Sprache zwischen 1949 und 1980, also unmittelbar nach der Gründung des Staates Israel (1948).

### Kultur-, Staats- und Nationalenzyklopädien des 19. und 20. Jahrhunderts
- Kobers Slovník Naučný, auch Riegers (nach dem Editor) genannt, die erste tschechischsprachige Enzyklopädie in Böhmen, zwischen 1858 und 1874 im 14 Bände veröffentlicht von Verleger Ignaz Leopold Kober, Prag.[12]
- Ottův slovník naučný, die zweite tschechischsprachige Enzyklopädie, zwischen 1888 und 1909 im 28 Bände veröffentlicht von Verleger Jan Otto.[13]
- Enciclopedia universal ilustrada europeo-americana, kurz Enciclopedia Espasa, zwischen 1905 und 1930 veröffentlicht und bis heute regelmäßig aktualisiert. Mit ihren 90 bis 124 Bänden, über 900.000 Artikeln bzw. über 200 Millionen Wörtern ist die Enciclopédia universal die umfangreichste gedruckte Enzyklopädie der Welt (siehe auch Vergleich einiger Enzyklopädien)
- Bolschaja Russkaja Enziklopedia (Bol’schaja sowjetskaja enciklopedija, BSE; deutsch: „Große Sowjetenzyklopädie“ bzw. Große Sowjetische Enzyklopädie) in russischer Sprache
  1. Ausgabe, Bolsaja Sovetskaja Enciklopedija, herausgegeben von der Aktionärsgesellschaft Sowjetische Enzyklopädie, ab 1930 Staatlicher Enzyklopädieverlag Sowjetische Enzyklopädie, später Staatliches Institut Sowjetische Enzyklopädie, 65 Bände, Moskau 1926–1947;
  2. Ausgabe, auf Weisung des Ministerrats 1949 veranlasst: Bolsaja Sovetskaja Enciklopedija, herausgegeben von der Staatlichen Akademie Moskau, 50 Bände plus ein Ergänzungsband, Moskau 1949–1958; 2 Reg.-Bände 1960.
- Enciclopedia Italiana di scienze, lettere ed arti (1929–1937)
- Große chinesische Enzyklopädie oder Encyclopaedia Sinica (chin. Zhongguo da baike quanshu), (1980–1993), 74 Bände
- Schwedische Nationalenzyklopädie (Nationalencyklopedin), 1989 bis 1996, 20 Bände (Verlag Bra Böcker AB).
- Encyclopaedia Judaica (publiziert ab 1971, englischsprachig; Jerusalem: Keter; New York: Macmillan), geht zurück auf die deutsche Encyclopaedia Judaica (Berlin: Eschkol 1928–1934; nur partiell erschienen, Bände A–Lyra).
- Illustrated Australian Encyclopaedia, (publiziert ab 1925 von Arthur Wilberforce Jose und Herbert James Carter)
- Schweizer Lexikon in 7 Bänden, herausgegeben ab 1945 von Gustav Keckeis
- Kullana Kulturali, Malta, publiziert 1999 bis 2006

### Enzyklopädien im Internet
- h2g2 (humoristisch)
- Siehe auch: Online-Lexikon

## Geschichte einzelner Merkmale

### Ordnungssysteme
Die vom 18. bis zum 20. Jahrhundert vorherrschende Form der alphabetischen Strukturierung einer gedruckten Enzyklopädie ist nur eine von zahlreichen Möglichkeiten, die in ihrer Geschichte genutzt wurden. Folgende Dispositions-Typen zur Gliederung und Strukturierung von Enzyklopädien sind historisch nachweisbar:

#### Miscellaneen, Kollektaneen
Proto-Enzyklopädik und Buntschriftstellerei. Typische Vertreter: Aulus Gellius (um 150 n. Chr.): Noctes atticae; Peter Lauremberg (1590–1658): Acerra Philologica (1637); Erasmus Francisci („Trawer-Sääle“); Georg Philipp Harsdörffer („Schaw-Plätze“); Eberhard W. Happel („Denckwürdigkeiten“)

#### Systematische Ordnungssysteme
Bereits seit der Antike gibt es systematisch geordnete Enzyklopädien. Ein Nachteil dieser Vorgehensweise besteht darin, dass der Benutzer bereits genug über das Thema wissen muss, um es im richtigen Kontext suchen zu können. Eine ausführliche Diskussion darüber findet bereits in d’Alemberts Discours préliminaire de l’Encyclopédie von 1751 sowie in dem von Diderot verfassten Eintrag Encyclopédie in der Encyclopédie statt.
Für die zahlreichen historischen Entwürfe von systematischen Ordnungen siehe Enzyklopädie (Wissensordnung).

#### Alphabetische Ordnungssysteme
- Personenlisten, die nicht genealogisch strukturiert sind. Typische Vertreter: die prosopographischen Enzyklopädien von Louis Moréri (1674) und Iselin (1726/7) [?]
- Semantische Wörterbücher aus der antiken glossographischen Tradition. Typische Vertreter: Verrius Flaccus De significatu verborum; Sextus Pompeius Festus (2. Hälfte des 2. Jahrhunderts n. Chr.); Isidor von Sevilla Buch X der Etymologien; Paulus Diaconus (8. Jahrhundert); Papias Elementarium (nach 1053); Huguccio von Pisa; Guilemus Brito; Johannes Balbus (Giovanni di Genoa, 1286)
- Distinctiones-Sammlungen. Typische Vertreter: Eucherius von Lyon († 449) Formulae sprititalis intelligentiae; Petrus Cantor († 1197) Summa quae dicitur Abel; Petrus Berchorius († 1362) Repertorium morale
- Binnengliederung größerer Kapitelabschnitte von systematisch gegliederten Enzyklopädien
- Alphabetische Register (seit dem Spätmittelalter)
- Weitere frühe Formen der alphabetisch gegliederten Enzyklopädie sind die Suda, der Promptus und die Polyanthea nova.